# Pölkönjärvi
Pölkönjärvi är en sjö i Finland. Den ligger i kommunen Pieksämäki i landskapet Södra Savolax, i den södra delen av landet, 250 km nordost om huvudstaden Helsingfors. Pölkönjärvi ligger 100,2 meter över havet. Arean är 1,91 kvadratkilometer och strandlinjen är 12,6 kilometer lång. Sjön  ingår i Vuoksens huvudavrinningsområde. 
I övrigt finns följande i Pölkönjärvi:
- Kielosaari (en ö)
- Nuottasaari (en ö)